# Phase
Phase es una banda basada en Reino Unido que ha sido formada en Larissa, Grecia en 2003. Su fundador Thanos Grigoriou, quien ha realizado y ha grabado sus discos con varios miembros en la banda hasta ser completados en 2011. Con nuevos miembros Damos Harharidis y Vasilis Liapis.
Sus debuts han sido hechos bajo Microsoft playlist seven la cual ha sido una campaña de promoción para  el lanzamiento que ha sido seguida por dos álbumes completos hechos a con In Consequence y the Wait.

## Formación
Phase se formó en 2003 y tocó de forma intermitente hasta 2008, cuando comenzaron a grabar su álbum In Consequence y a dar conciertos. Poco después de tener una formación sólida, grabaron «Perdition», el primer tema que Phase grabó y que posteriormente formaría parte de la campaña Playlist 7 de Microsoft.

## Respuesta
Phase ha sido el tema de varias publicaciones alternativas sobre rock y ha sido generalmente bien recibida por sus críticos. Han tenido entrevistas en varias revistas y emisoras de radio  y han recibido elogios por sus espectáculos.
La banda entró en Billboard "Uncharted", teniendo como posición más alta # 42. mientras  tanto en cartografía  # 12 con los actos más rápidos que han sido demostrados en la semana del 23 de junio de 2012.
Tom Robinson de la BBC  ha alagado su segundo disco y les ha dado salida de antena en su show.

## Miembros
| Miembros actuales - Thanos Grigoriou: voz, guitarra (2003-presente) - Damos Harharidis: guitarra, bajo, teclado (2011-presente) - Vasilis Liapis: guitarra, teclado (2015-presente) Antiguos miembros - Marios Papakostas: batería, percusión (2011-2013) | Miembros de gira - Marco Volpe: batería, percusión (2016-presente) Antiguos miembros de gira - Adam Schindler: teclado, coros (2015 - 2016) |

## Discografía
Álbumes de estudio
- In Consequence (2010)
- the Wait (2014)